# LZ-1 (Spanje)
De LZ-1 is een verkeersweg op het Spaanse eiland Lanzarote. De weg loopt vanuit de stad Arrecife via Tahiche en Guatiza naar het noorden van het eiland bij de plaats Órzola. De totale lengte is bijna 35 km. Bij Arrecife kruist de LZ-1 de LZ-3, de randweg van Arrecife door middel van een klaverbladknooppunt.
Het gedeelte tussen Tahiche en Arrieta heeft kenmerken van een (Nederlandse) autoweg met ongelijkvloerse kruisingen door middel van op- en afritconstructies. Fietsers zijn echter op de weg toegestaan. Ten noorden van Arrieta wordt de weg smaller en zijn er weer gelijkvloerse kruisingen. De weg volgt hier de kust tot aan Órzola.